# Cryptus incubator
Cryptus incubator är en stekelart som beskrevs av Julius Theodor Christian Ratzeburg 1852. Cryptus incubator ingår i släktet Cryptus och familjen brokparasitsteklar. Inga underarter finns listade i Catalogue of Life.